# Павлюк Трус
Павлюк (Павло Адамович) Трус (біл. Паўлюк (Павал Адамавіч) Трус; 6 травня 1904, с. Низок біля Узди, нині Мінська область — 30 серпня 1929) — білоруський поет.

## Біографія
Народився в селянській родині. Закінчив Узденську семирічну школу (1923) та педагогічний технікум у Мінську (1927). Працював у редакції гомельської газети «Полеська правда» (1927—1928), навчався на літературно-лінгвістичному відділенні педагогічного факультету Білоруського державного університету (1928—1929). Член літературного об'єднання «Маладняк».
Дебютував у друці в 1923 р. Опублікував поетичні збірки «Вірші» (1925), «Великі вітри» (1927), Збірник творів (1934).

Посмертно вийшли: «Твори» (1935), книги Вибрані твори (1931, 1940, 1941, 1946). 1949, 1953, 1958, 1967, 1977, 1979, 2000), «Новай квадры настаў маладзік» (вірші, 1984). Вийшла книжка поезій для дітей «Падаючі сніжинки» (1983).
«Кобзар» Т. Шевченка майже повністю знав напам'ять.